# Marilyn White
Marilyn Elaine White (Los Angeles, 17 ottobre 1944) è un'ex velocista statunitense, medaglia d'argento nella staffetta 4×100 metri ai Giochi olimpici di Tokyo 1964.

## Palmarès
| Anno | Manifestazione      | Sede      | Evento      | Risultato | Prestazione | Note |
| ---- | ------------------- | --------- | ----------- | --------- | ----------- | ---- |
| 1963 | Giochi panamericani | San Paolo | 100 m piani | Bronzo    | 11"85       |      |
| 1963 | Giochi panamericani | San Paolo | 4×100 m     | Oro       | 45"72       |      |
| 1964 | Giochi olimpici     | Tokyo     | 100 m piani | 4ª        | 11"6        |      |
| 1964 | Giochi olimpici     | Tokyo     | 4×100 m     | Argento   | 43"9        |      |